# Cancroidea
Cancroidea é uma superfamília de caranguejos, da subsecção Heterotremata, da secção Eubrachyura, que compreende as famílias Atelecyclidae e Cancridae e, em princípio, a família extinta Montezumellidae. Quatro outras famílias foram separadas em novas superfamílias: Cheiragonidae na Cheiragonoidea, Corystidae na Corystoidea, e as famílias Pirimelidae e Thiidae na Portunoidea.